# Esiliiga
L'Esiliiga  è la seconda categoria per importanza del campionato estone di calcio.

## Struttura
Le squadre partecipanti sono 10: si incontrano tra di loro in due turni di andata e due di ritorno, per un totale di 36 match. La prima classificata è promossa direttamente in Meistriliiga, la seconda effettua un play-off di spareggio con la penultima (nona) della Meistriliiga. Le ultime due classificate retrocedono in Esiliiga B, mentre la terzultima (ottava) disputa un play-out di spareggio contro la terza di Esiliiga B.
Nel campionato militano diverse seconde squadre di formazioni partecipanti alla Meistriliiga: a queste non è chiaramente consentita la promozione diretta o l'accesso ai play-off. In caso di retrocessione della prima squadra dalla categoria superiore, la seconda squadra viene relegata d'ufficio in Esiliiga B.
La stagione comincia a marzo e finisce a novembre.

## Storia
Il campionato è stato fondato nel 1992, con l'indipendenza dell'Estonia.
Dopo una prima stagione giocata con l'anno solare, dal 1992-1993 al 1997-1998 si è seguito il formato europeo dei campionati, per poi tornare al formato annuale dal 1998 in poi.
Il formato è cambiato nel 2005, quando fu modificata anche la Meistriliiga: da allora ha la struttura attuale.

## Squadre 2025
| Club                | Città   | Stadio                   | Posizione 2024                        |
| ------------------- | ------- | ------------------------ | ------------------------------------- |
| Elva                | Elva    | Elva Linnastaadion       | 8º posto in Esiliiga                  |
| FC Tallinn          | Tallinn | Lasnamäe Spordikompleksi | 5º posto in Esiliiga                  |
| Flora Tallinn U21   | Tallinn | Sportland Arena          | 3º posto in Esiliiga                  |
| Kalev Tallinn U21   | Tallinn | Kalevi Keskstaadion      | 7º posto in Esiliiga                  |
| Kalju Nõmme U21     | Tallinn | Hiiu Staadion            | 2º posto in Esiliiga B, promosso      |
| Levadia Tallinn U21 | Tallinn | Maarjamäe Staadion       | 6º posto in Esiliiga                  |
| Nõmme United        | Tallinn | Männiku Staadion         | 10º posto in Meistriliiga, retrocesso |
| Tammeka Tartu U21   | Tartu   | Sepa Staadion            | 1º posto in Esiliiga B, promosso      |
| Viimsi              | Viimsi  | Viimsi KK Staadion       | 2º posto in Esiliiga                  |
| Welco Tartu         | Tartu   | Holm Jalgpallipark       | 4º posto in Esiliiga                  |

## Le squadre
Sono 70 le squadre ad aver preso parte alle 35 stagioni dell'Esiliiga dal 1992 al 2025. In grassetto le squadre partecipanti all'Esiliiga 2025.
- 22 volte:  Levadia Tallinn U21
- 20 volte:  Flora Tallinn U21
- 14 volte:  Elva
- 13 volte:  Maardu,  Vaprus Pärnu
- 12 volte:  Lootus Kohtla-Järve,  Irbis Kiviõli
- 10 volte:  Tarvas Rakvere
- 9 volte:  Kuressaare
- 8 volte:  Kalev Tallinn,  Tammeka Tartu U21,  Tervis Pärnu,  Tulevik Viljandi,  Valga
- 7 volte:  Dünamo Tallinn,  Kalev Sillamäe,  Merkuur Tartu
- 6 volte:  Ajax Lasnamäe,  Warrior Valga,  Welco Tartu
- 5 volte:  Jalgpallikool Tallinn,  Kalju Nõmme U21,  Nõmme United,  TJK Legion,  TVMK Tallinn 2,  Vaprus Vändra
- 4 volte:  Kalev Tallinn U21, Kreenholm Narva,  Paide U21,  Puuma Tallinn,  Santos Tartu,  TJK,  Vall Tallinn,  Viimsi
- 3 volte:  FC Tallinn,  FCI Tallinn U21, Järvamaa,  FC Lelle,  Lelle,  MC Tallinn,  Pärnu JK, Pena Kohtla-Järve,  Tammeka Tartu,  Tulevik Viljandi 2
- 2 volte:  FCI Tallinn,  Harju Laagri,  Kalju Nõmme,  Lokomotiv Jõhvi,  Norma Tallinn, Peipsi Kalur Kallaste,  Tabasalu,  Tartu SK 10,  Vigri Tallinn
- 1 volta: Arsenal Tallinn, Dokker Tallinn,  HÜJK Emmaste,  Kalev Tartu/DAG,  Keila,  Levadia Maardu,  Levadia Pärnu,  Merkuur-Juunior, Metaliist Tallinn,  Muhumaa, Paber Kehra,  Paide, Põltsamaa,  Sadam Tallinn, Tempo Tallinn,  Välk 494 Tartu,  Viljandi.

## Albo d'oro
| Anno      | Vincitore                                        | Altre squadre promosse                                |
| --------- | ------------------------------------------------ | ----------------------------------------------------- |
| 1992      | Kreenholm Narva                                  | Nessuna squadra riuscì ad essere promossa.            |
| 1992-1993 | Tervis Pärnu                                     | Sadam Tallinn                                         |
| 1993-1994 | Kalev Pärnu                                      | Nessun'altra promozione prevista.                     |
| 1994-1995 | Dünamo Tallinn (girone nord), Lelle (girone sud) | Tervis Pärnu                                          |
| 1995-1996 | Norma Tallinn                                    | Vall Tallinn, Lelle                                   |
| 1996-1997 | Dünamo Tallinn                                   | Tulevik Viljandi, FC Lelle                            |
| 1997-1998 | Vall Tallinn                                     | Nessuna squadra riuscì ad essere promossa.            |
| 1998      | Levadia Maardu                                   | Nessun'altra promozione prevista.                     |
| 1999      | Kuressaare                                       | Lootus Kohtla-Järve, Valga                            |
| 2000      | Maardu                                           | Nessuna, il Tervis Pärnu perse i play-off promozione. |
| 2001      | Levadia Pärnu                                    | Nessuna, il Valga perse i play-off promozione.        |
| 2002      | Valga                                            | Kuressaare                                            |
| 2003      | Lootus Kohtla-Järve                              | Nessuna, il Tervis Pärnu perse i play-off promozione. |
| 2004      | Tammeka Tartu                                    | Kuressaare, Dünamo Tallinn                            |
| 2005      | Vaprus Pärnu                                     | Ajax Lasnamäe                                         |
| 2006      | Levadia Tallinn 2                                | Kuressaare, Kalev Tallinn                             |
| 2007      | Levadia Tallinn 2                                | Kalev Sillamäe, Kalju Nõmme                           |
| 2008      | Levadia Tallinn 2                                | Kuressaare, Paide                                     |
| 2009      | Levadia Tallinn 2                                | Lootus Kohtla-Järve                                   |
| 2010      | Levadia Tallinn 2                                | Ajax Lasnamäe                                         |
| 2011      | Kalev Tallinn                                    | Nessuna, l'Infonet perse i play-off.                  |
| 2012      | Infonet                                          | Nessuna, il Tarvas Rakvere perse i play-off.          |
| 2013      | Levadia Tallinn 2                                | Lokomotiv Jõhvi                                       |
| 2014      | Flora Tallinn II                                 | Pärnu, Tulevik Viljandi                               |
| 2015      | Flora Tallinn II                                 | Tarvas Rakvere                                        |
| 2016      | Tulevik Viljandi                                 | Nessuna, il Maardu perse i play-off.                  |
| 2017      | Maardu                                           | Kalev Tallinn, Kuressaare                             |
| 2018      | Maardu                                           | Nessuna, l'Elva perse i play-off.                     |
| 2019      | TJK Legion                                       | Nessuna, il Vaprus Pärnu perse i play-off.            |
| 2020      | Vaprus Pärnu                                     | Nessuna, il Maardu perse i play-off.                  |
| 2021      | Maardu                                           | Kalev Tallinn                                         |
| 2022      | Harju Laagri                                     | Nessuna, l'Elva perse i play-off.                     |
| 2023      | Nõmme United                                     | Nessuna, il Viimsi perse i play-off.                  |
| 2024      | Harju Laagri                                     | Nessuna, il Viimsi perse i play-off.                  |

## Vittorie per squadra
| Squadra             | Vittorie | Stagioni                           |
| ------------------- | -------- | ---------------------------------- |
| Levadia Tallinn 2   | 6        | 2006, 2007, 2008, 2009, 2010, 2013 |
| Maardu              | 4        | 2000, 2017, 2018, 2021             |
| Vaprus Pärnu        | 3        | 1993-1994, 2005, 2020              |
| Flora Tallinn II    | 2        | 2014, 2015                         |
| Dünamo Tallinn      | 2        | 1994-1995 (Nord), 1996-1997        |
| Harju Laagri        | 2        | 2022, 2024                         |
| Nõmme United        | 1        | 2023                               |
| TJK Legion          | 1        | 2019                               |
| Tulevik Viljandi    | 1        | 2016                               |
| Infonet             | 1        | 2012                               |
| Kalev Tallinn       | 1        | 2011                               |
| Tammeka Tartu       | 1        | 2004                               |
| Lootus Kohtla-Järve | 1        | 2003                               |
| Valga               | 1        | 2002                               |
| Levadia Pärnu       | 1        | 2001                               |
| Kuressaare          | 1        | 1999                               |
| Levadia Maardu      | 1        | 1998                               |
| Vall Tallinn        | 1        | 1997-1998                          |
| Norma Tallinn       | 1        | 1995-1996                          |
| Lelle               | 1        | 1994-1995 (Sud)                    |
| Tervis Pärnu        | 1        | 1992-1993                          |
| Kreenholm Narva     | 1        | 1992                               |